# Ferrari F399
O  F399 é o modelo da Ferrari da temporada de 1999 da F-1. Condutores: Michael Schumacher, Eddie Irvine e Mika Salo.
Atravessando um jejum de 20 anos sem títulos de pilotos e 16 sem títulos de construtores, a Ferrari reuniu esforços e construiu um de seus melhores carros. Aparentemente tão bom quanto o adversário McLaren MP4/14. Todavia, Schumacher, que ganhou duas corridas com o carro, acidentou-se e quebrou a perna em Silverstone. Foi substituído por Salo e, a partir de então, Eddie Irvine passou a disputar o título, vencendo quatro corridas. Levou a disputa até o último Grande Prêmio, mas perdeu para Häkkinen, da McLaren, por apenas 2 pontos.
Ainda assim, o F399 deu à Ferrari o primeiro mundial de construtores desde 1983.

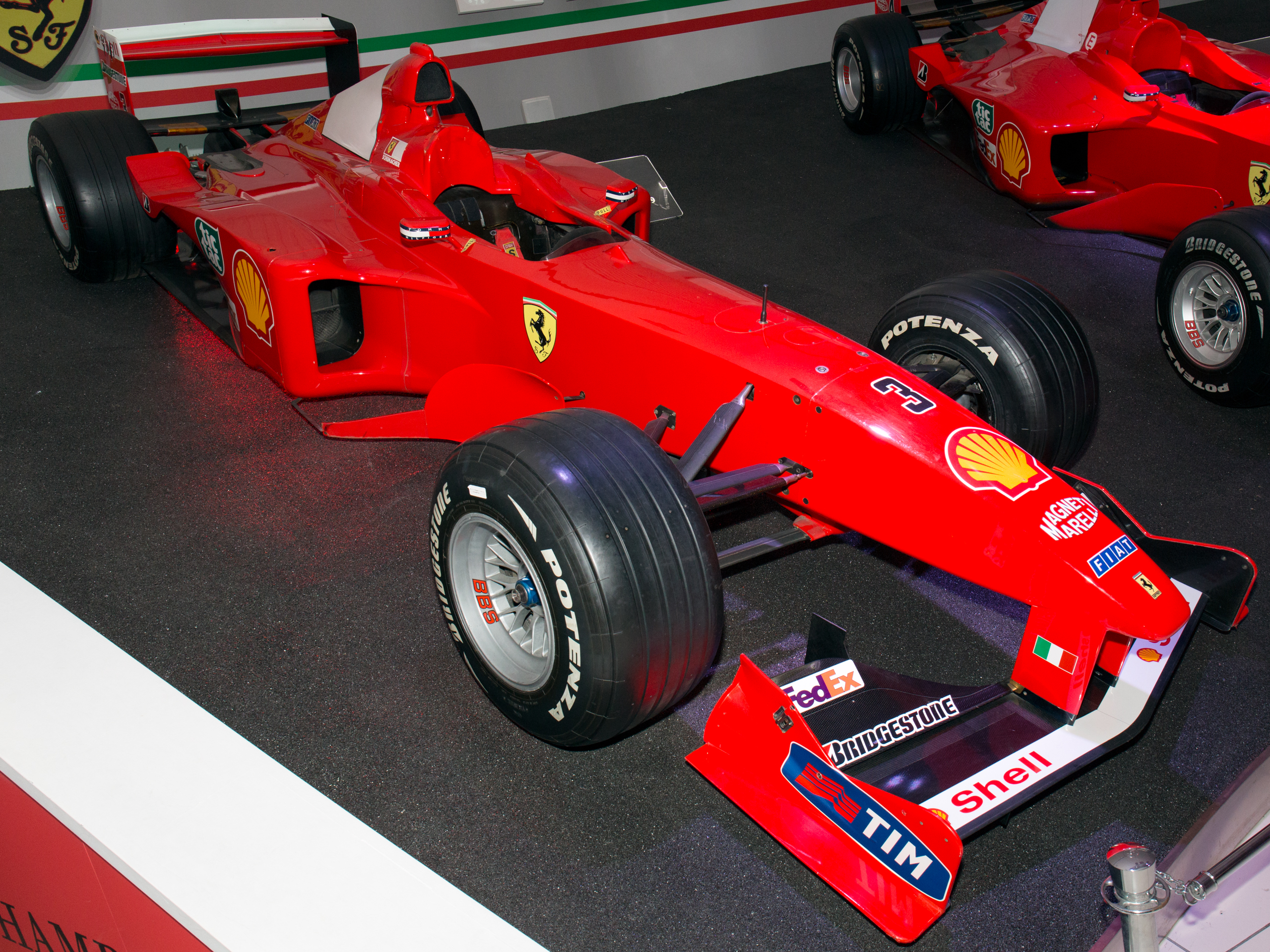
Ferrari F399 exposta em museu.

## Resultados[3]
(legenda) (em negrito indica pole position e itálico volta mais rápida)
| Ano  | Chassi | Motor           | Pneus | N° | Pilotos            | 1   | 2   | 3   | 4   | 5   | 6   | 7   | 8   | 9   | 10  | 11  | 12  | 13  | 14  | 15  | 16  | Pontos | Posição |  |
| ---- | ------ | --------------- | ----- | -- | ------------------ | --- | --- | --- | --- | --- | --- | --- | --- | --- | --- | --- | --- | --- | --- | --- | --- | ------ | ------- |  |
|      |        |                 |       |    |                    |     |     |     |     |     |     |     |     |     |     |     |     |     |     |     |     |        |         |  |
|      |        |                 |       |    |                    | AUS | BRA | SMR | MON | ESP | CAN | FRA | GBR | AUT | GER | HUN | BEL | ITA | EUR | MAL | JPN |        |         |  |
| 1999 | F399   | Ferrari 048 V10 | B     | 3  | Michael Schumacher | 8   | 2   | 1   | 1   | 3   | Ret | 5   | Ret |     |     |     |     |     |     | 2   | 2   | 128*   | 1°      |  |
| 1999 | F399   | Ferrari 048 V10 | B     | 3  | Mika Salo          |     |     |     |     |     |     |     |     | 9   | 2   | 12  | 7   | 3   | Ret |     |     | 128*   | 1°      |  |
| 1999 | F399   | Ferrari 048 V10 | B     | 4  | Eddie Irvine       | 1   | 5   | Ret | 2   | 4   | 3   | 6   | 2   | 1   | 1   | 3   | 4   | 6   | 7   | 1   | 3   | 128*   | 1°      |  |

* Campeão da temporada.